# Resolutie 2330 Veiligheidsraad Verenigde Naties
Resolutie 2330 van de Veiligheidsraad van de Verenigde Naties werd met unanimiteit door de VN-Veiligheidsraad aangenomen op 19 december 2016, en verlengde de waarnemingsmissie op de Syrisch-Israëlische grens wederom met een half jaar.

## Achtergrond
Na de Jom Kipoeroorlog kwamen Syrië en Israël overeen de wapens neer te leggen. Een waarnemingsmacht van de Verenigde Naties moest op de uitvoer van de twee gesloten akkoorden toezien. Ook toen in 2011 de Syrische Burgeroorlog uitbrak bleef de missie doorlopen.

## Inhoud
De situatie in de wat een gedemilitariseerde scheidingszone tussen Syrië en Israël moest zijn bleef kritiek. In het kader van de Syrische Burgeroorlog werd er gevochten tussen het Syrische leger en rebellen, waarbij ook waarnemingsposten van UNDOF waren bezet en materieel gestolen.
Sinds november 2016 was er terug VN-personeel in Kamp Faouar, het hoofdkwartier van de missie dat men in september 2014 had moeten verlaten na een aanval van Syrische rebellen. Men wilde nog meer verlaten posities opnieuw bemannen, waar de veiligheidssituatie dit toeliet.
Vanwege de militaire activiteiten in de scheidingszone was er een risico dat de spanningen tussen Syrië en Israël opnieuw uit de hand zouden lopen, en was de in 1974 gesloten wapenstilstand tussen de twee in gevaar. Het mandaat van de UNDOF-missie werd derhalve opnieuw met een half jaar verlengd, tot 30 juni 2017.
Lijst ·  2260 ·  2261 ·  2262 ·  2263 ·  2264 ·  2265 ·  2266 ·  2267 ·  2268 ·  2269 ·  2270 ·  2271 ·  2272 ·  2273 ·  2274 ·  2275 ·  2276 ·  2277 ·  2278 ·  2279 ·  2280 ·  2281 ·  2282 ·  2283 ·  2284 ·  2285 ·  2286 ·  2287 ·  2288 ·  2289 ·  2290 ·  2291 ·  2292 ·  2293 ·  2294 ·  2295 ·  2296 ·  2297 ·  2298 ·  2299 ·  2300 ·  2301 ·  2302 ·  2303 ·  2304 ·  2305 ·  2306 ·  2307 ·  2308 ·  2309 ·  2310 ·  2311 ·  2312 ·  2313 ·  2314 ·  2315 ·  2316 ·  2317 ·  2318 ·  2319 ·  2320 ·  2321 ·  2322 ·  2323 ·  2324 ·  2325 ·  2326 ·  2327 ·  2328 ·  2329 ·  2330 ·  2331 ·  2332 ·  2333 ·  2334 ·  2335 ·  2336